# Endgame (라이즈 어게인스트의 음반)
| 전문가 평가          | 전문가 평가 |
| 총 점수              | 총 점수     |
| 출처                 | 점수        |
| -------------------- | ----------- |
| 메타크리틱           | 76/100      |
| 평가 점수            |             |
| 출처                 | 점수        |
| AbsolutePunk         | 78%         |
| AllMusic             | [ 3 ]       |
| Alternative Press    | [ 4 ]       |
| Consequence of Sound | C+          |
| Entertainment Weekly | B           |
| NME                  | 8/10        |
| PopMatters           | [ 8 ]       |
| Rock Sound           | 9/10        |
| Rolling Stone        | [ 10 ]      |
| Spin                 | 5/10        |
| Sputnikmusic         | 4/5         |

《Endgame》은 미국의 펑크 록 밴드 라이즈 어게인스트의 여섯 번째 스튜디오 음반이다. 이 음반은 2011년 3월 15일, DGC 레코드와 인터스코프 레코드에 의해 발매되었다. 멜로딕 하드코어 음반인 《Endgame》은 라이즈 어게인스트의 트렌드를 더욱 선명하고 세련된 프로덕션으로 이어나간다. 이 음반은 밴드의 이전 음반 《Appeal to Reason》에서 시작되었다. 사회적 및 정치적 논평이 《Endgame》의 가사 내용의 대부분을 차지하며, 주요 주제는 인류의 종말을 중심으로 전개된다.
이유에 호소하기 위한 긴 투어를 마친 후, 라이즈 어게인스트는 2010년 9월, 프로듀서 빌 스티븐슨과 제이슨 리버모어와 함께 《Endgame》을 녹음하기 시작했다. 《Endgame》은 첫 주에 85,000장이 판매되어 빌보드 200 차트에서 2위로 데뷔했다. 이 음반은 밴드가 차트에서 가장 높은 순위를 차지한 기록을 보유하고 있다. 이 음반은 캐나다를 비롯한 여러 국가에서도 높은 순위를 기록했으며, 캐나다 음반 차트에서 연속 1위를 차지한 라이즈 어게인스트의 두 번째 음반이 되었다.

## 배경 및 녹음
2008년, 라이즈 어게인스트는 다섯 번째 스튜디오 음반인 《Appeal to Reason》을 발매했다. 이 음반은 빌보드 200 차트에서 밴드의 가장 높은 순위를 기록한 음반으로, 3위에 올랐다. 약 50만 장의 판매고에도 불구하고 비평가들은 음반에 대한 의견이 분분했다. 음반 홍보를 위해 라이즈 어게인스트는 Appeal To Reason Tour를 시작했으며, 2010년 중반 여러 유럽 페스티벌에서 공연을 펼치며 마무리했다. 그해 9월, 밴드 멤버들은 콜로라도주 포트콜린스에 있는 블래스팅 룸에서 다시 모여 《Endgame》을 녹음했다.
베이시스트 조 프린시페는 밴드 멤버들이 블래스팅 룸을 6개월 전에 예약했지만, 예상보다 늦게 스튜디오로 떠났다고 언급했다. 밴드 멤버들은 도착하자마자 프린시페와 리드 보컬리스트 팀 매킬래스가 투어 중에 작곡한 곡 아이디어를 작성하고 완성했다. 이 작곡 과정은 녹음하기 전 3주 동안 진행되었다. 프린시페는 멤버들이 스튜디오에 들어온 후 준비가 부족하다며, 이 작곡 과정을 "24시간 레이스 같은 것"이라고 설명했다. 《Endgame》은 라이즈 어게인스트의 마지막 네 장의 음반 중 세 장을 프로듀싱한 빌 스티븐슨과 제이슨 리버모어 듀오가 프로듀싱했다.

## 구성
《Endgame》은 멜로딕 하드코어 음반으로, 공격적인 악장, 캐치한 훅, 빠른 드럼 연주가 특징인 곡들로 구성되어 있다. 《컨시퀀스》의 알렉스 영은 이 음악을 "프로파겐하이 특유의 잔인함과 NOFX 라인을 따라 쉽게 소비되는 에너지 사이의 연결고리가 없다"고 설명했다. 《Endgame》은 라이즈 어게인스트의 트렌드를 더욱 세련된 사운드로 이어간다. 올뮤직의 그레고리 히니는 사운드의 변화가 매진이라기보다는 논리적인 진전에 가까웠다고 썼다. 이는 《팝매터스》의 키엘 하크이 공유한 감정이다. 하크는 또한 《Endgame》에 등장하는 음악이 《Appeal to Reason》의 음악보다 더 공격적이지만, 이전에 달성했던 세련된 사운드를 여전히 유지하고 있다고 말했다.

## 발매
《Endgame》은 2011년 3월 15일에 발매되었으며, 첫 주에 85,000장이 판매되어 빌보드 200 차트에서 2위로 데뷔했다. 이 차트는 여전히 라이즈 어게인스트의 차트에서 가장 높은 위치를 차지하고 있다. 《Endgame》은 그 다음 주에 21,000장이 추가로 판매되면서 22위로 떨어졌다. 《빌보드》 차트에서 《Endgame》은 톱 록 음반과 톱 하드 록 음반 차트에서 1위를 차지했으며, 이는 밴드가 두 차트에서 모두 1위를 차지한 첫 번째 음반이 되었다. 캐나다 음반 차트에서 《Endgame》은 라이즈 어게인스트의 두 번째 연속 1위 음반이 되었다. 2012년 뮤직 캐나다로부터 플래티넘 인증을 받아 80,000장 이상의 출하량을 기록했다. 《Endgame》은 오스트레일리아 2위, 독일 1위, 스웨덴 6위 등 북미 이외의 다른 차트에서도 성공을 거두었다.

## 곡 목록
모든 곡들은 라이즈 어게인스트에 의해 작사/작곡하였다.
| #   | 제목                                    | 재생 시간 |
| --- | --------------------------------------- | --------- |
| 1.  | 〈Architects〉                          | 3:42      |
| 2.  | 〈Help Is on the Way〉                  | 3:57      |
| 3.  | 〈Make It Stop (September's Children)〉 | 3:55      |
| 4.  | 〈Disparity by Design〉                 | 3:49      |
| 5.  | 〈Satellite〉                           | 3:05      |
| 6.  | 〈Midnight Hands〉                      | 4:18      |
| 7.  | 〈Survivor Guilt〉                      | 4:00      |
| 8.  | 〈Broken Mirrors〉                      | 3:55      |
| 9.  | 〈Wait for Me〉                         | 3:40      |
| 10. | 〈A Gentlemen's Coup〉                  | 3:46      |
| 11. | 〈This Is Letting Go〉                  | 3:41      |
| 12. | 〈Endgame〉                             | 3:24      |

## 인증
| 국가                                                            | 인증     | 판매량/출하량 |
| --------------------------------------------------------------- | -------- | ------------- |
| 오스트레일리아 (ARIA)                                           | 골드     | 35,000^       |
| 캐나다 (뮤직 캐나다)                                            | 플래티넘 | 80,000^       |
| 독일 (BVMI)                                                     | 플래티넘 | 200,000       |
| ^출하량을 기반으로 한 인증 · 판매량+스트리밍을 기반으로 한 인증 |          |               |